# Filipe Melo
Filipe Melo, né le 3 novembre 1989 à Santa Maria de Lamas, Santa Maria da Feira, est un footballeur portugais. Il évolue au poste de milieu défensif.

## Biographie
Il joue six matchs en deuxième division anglaise avec l'équipe du Sheffield Wednesday.

## Palmarès
- Champion du Portugal de D2 en 2014 avec le Moreirense FC